# Michel Orrit
Michel A.G.J. Orrit (Toulouse, 27 februari 1956) is een Frans natuurkundige op het gebied van de nanotechnologie. Orrit werkt sinds 2001 in Nederland.

## Biografie
Orrit studeerde fysische scheikunde aan de Universiteit van Bordeaux, waar hij in 1984 promoveerde. Aansluitend werkte in Göttingen hij als postdoc samen met Hans Kuhn en Dietmar Möbius.
Terug in Bordeaux ontwikkelde hij een optische spectroscopiemethode om met behulp van fluorescentie individuele moleculen in een ultradunne film waar te nemen. Pas in 1990 slaagde hij erin om met deze techniek een kleurstofmolecuul te meten. Later verbeterde hij deze techniek zodat de moleculen en nanodeeltjes ook zichtbaar gemaakt kunnen worden zonder fluorescentie. Samen met William Moerner, die in 2014 de Nobelprijs voor Scheikunde won voor een vergelijkbare technologie, wordt Orrit beschouwd als pionier van deze eenmolecuul-optica (single molecule optica). Het werk van Orrit wordt toegepast om de fysische en chemische processen in levende materie te ontrafelen.
Sedert 2001 is hij verbonden aan de Universiteit Leiden als hoogleraar spectroscopie van moleculen in gecondenseerde materie. In 2017 werd hij onderscheiden met de prestigieuze Spinozapremie en in 2018 behoorde hij tot groep van de eenentwintig nieuwe leden van de Koninklijke Nederlandse Akademie van Wetenschappen (KNAW).